# 阿爾特米西亞二世
阿爾特米西亞二世（？—前350年）為歐亞交界安那托利亞地區卡里亞小王國的女王。她是卡里亚国王赫卡托姆努斯的女儿，因而从她的父系来说，她是一个哈利卡尔那索斯人，但从她的母系来说，她是一个克里地人。她与她的兄弟摩索拉斯结婚，成为该国的王后。西元前352年，摩索拉斯去世後她為丈夫建造了摩索拉斯王陵墓，這是他们的儿子尚未成年，于是独掌大权。
阿爾特米西亞逝世後，由另一個兄弟伊德里烏斯繼位。